# Alfi Kabiljo
Alfi Kabiljo (* 22. Dezember 1935 in Zagreb als Alfons Kabiljo; † 1. April 2025 ebenda) war ein jugoslawischer bzw. kroatischer Komponist und Dirigent.

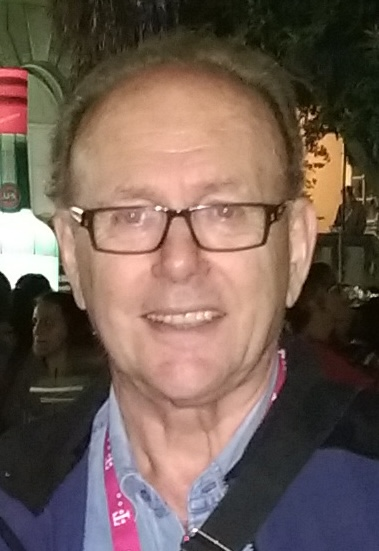
Alfi Kabiljo im Juli 2014

## Leben und Wirken
Kabiljo wurde von dem kroatischen Komponisten Rudolf Matz ausgebildet und erwarb dann auch einen Abschluss als Architekt an der Universität Zagreb.
Er wirkte über 60 Jahre lang als Komponist. Sein Werk umfasste Filmmusik, Pop Chansons und klassische Tanzmusik (darunter auch Ballett). Unter seinen Werken wurde insbesondere das Musical Jalta, Jalta (Uraufführung 1971) international bekannt und gespielt.
Anfang April 2025 starb er im Alter von 89 Jahren.

## Filmografie (Auswahl)
- 1974: Die Nacht auf dem Revier (Deps)
- 1975: Bauernaufstand anno domini 1573 (Seljacka buna 1573)
- 1978: Okkupation in 26 Bildern (Okupacija u 26 slika)
- 1979: Der Stein des Anstoßes (Novinar)
- 1980: Das Fräulein (Gospodjica)
- 1981: Der Falke (Banovic Strahinja)
- 1985: Asia Mission (Gymkata )
- 1986: Gunbus (Sky Bandits)
- 1986: Tödliches Schweigen (San o ruzi)
- 1987: The Girl – Ein gefährliches Mädchen (The Girl)
- 1988: Black Scorpion (Fear)
- 1991: Final Instinct (Scissors)
- 1995: Internationale Zone